# Cabaret Sauvage
Le Cabaret Sauvage est une salle de spectacle située dans le parc de la Villette, au 59, boulevard Macdonald, dans le 19e arrondissement de Paris, non loin de la station de métro Porte de la Villette.

## Histoire
Le Cabaret Sauvage a été créé par Méziane Azaïche et inauguré en décembre 1997.

## Jauge
Le Cabaret Sauvage est une salle de spectacle d'une capacité d’accueil de 600 personnes assises ou de 1 200 personnes debout.
Le Cabaret Sauvage a été entièrement rénové en 2019. L’ancien chapiteau a été démonté et remplacé par un chapiteau en bois conçu par l’architecte néerlandais Boris Zeisser. La jauge est restée inchangée.

## Artistes s'y étant produits
- The Damned
- Killing Joke
- Samira Brahmia
- Rose Laurens
- Sheila
- Les Fatals Picards
- Noel Gallagher et Gem Archer
- Goran Bregovic et l’Orchestre des mariages et des enterrements
- Khaled
- Keren Ann
- -M-
- Serge Utgé-Royo
- Godspeed You! Black Emperor
- A Silver Mt. Zion
- Animal Collective
- Bratsch
- Les Wampas
- PJ Harvey
- Pierpoljak
- Takana Zion
- Thomas Lokofe
- Zucchero
- Tryo
- Johnny Clarke
- Horace Andy
- Jim Murple Memorial
- A.S. Dragon
- Stupeflip
- Angélique Kidjo
- Paris Combo
- Lo Jo Triban
- Julien Lourau
- Jean Guidoni
- Bénabar
- Carnifex
- La Grande Sophie
- Arno
- Louis Bertignac
- Magma
- Yuri Buenaventura
- Raul Paz
- Mobb Deep
- Popa Chubby
- George Clinton
- Cibelle
- Orly Chap
- Northlane
- Claire Diterzi
- Ken Boothe
- Johnny Osbourne
- François Staal
- La Rue Kétanou
- Parkway Drive
- Asking Alexandria
- Desert Rebel
- Arawak Sound System
- David Légitimus et Renn Lee
- Talib Kweli
- Guem
- Heaven Shall Burn
- Inna Modja
- Danakil
- August Burns Red
- Infected Mushroom
- Meshuggah
- Dirtyphonics
- Brandon Flowers
- Black Veil Brides
- Amazigh Kateb
- 2 Chainz
- Ace Hood
- Kid Ink
- ASAP Rocky
- Naâman
- Kaaris
- Roni Size
- Foals
- Architects
- Stick to Your Guns
- Bury Tomorrow
- Lacuna Coil
- Zakk Wylde
- Black Stone Cherry
- Ky-Mani Marley
- Anthony B
- Polo & Pan
- Millencolin
- Guerilla Poubelle
- José González
- Electro Street
- Jonathan Wilson
- Black Midi
- GoGo Penguin
- Kyary Pamyu Pamyu
- Mac DeMarco
- Animals as Leaders
- Jenifer
- Theodora

## Films tournés au cabaret
Le lieu a été choisi par Guillaume Gallienne pour son film Les Garçons et Guillaume, à table ! en le faisant apparaître comme une boîte de nuit en Espagne.
Le clip de la chanson Hold That Sucker Down de David Vendetta y a été tourné.